# Čeněk Vávra
Čeněk Vávra (též Vincenc Vávra, 1828 – 29. července 1873 Královské Vinohrady) byl český politik, poslanec Českého zemského sněmu a starosta města Královské Vinohrady v letech 1868 až do své smrti roku 1873.

## Život
V letech 1857–1861 působil jako zvolený poslanec Českého sněmu za nymbursko-benátecký kraj. Byl majitelem rodinné usedlosti Vávrů Šafránka (též Heinovka) na pomezí Vinohrad a Vršovic (později zbořena a nahrazena novou zástavbou).
Roku 1869 pojal za manželku Bohumilu (roz. Macháčkovou), která byla neteří F. L. Riegra.
Byl činný ve veřejném a spolkovém životě, stejně jako v komunální politice. Roku 1868 byl pak v obecních volbách zvolen starostou města Královské Vinohrady. V této funkci nahradil Václava Kerše. Roku 1871 zhotovil malíř Petr Maixner Vávrův portrét.

### Úmrtí
Čeněk Vávra zemřel roku 1873 ve věku 43 nebo 44 let na zánět pobřišnice. Byl pohřben v rodinné hrobce na Vyšehradském hřbitově.

### Po smrti
Ve funkci jej nahradil Vilém Vlček. Na Vávrovu počest po něm byla na Vinohradech pojmenována v letech 1884 až 1926 jedna z ulic, tzv. Vávrova třída. Roku 1926 pak byla přejmenovaná na Rumunskou ulici.

### Rodinný život
Čeněk Vávra byl od roku 1869 ženatý s Bohumilou Vávrovou, rozenou Macháčkovou, se kterou počali několik dětí.